# Nazli Sabri
Nazli Sabri (in arabo نازلي صبري; Mary Elizabeth Sabri dopo la conversione al cattolicesimo; Alessandria d'Egitto, 25 giugno 1894 – Beverly Hills, 29 maggio 1978) è stata regina consorte d'Egitto dal 1922 al 1936 e in precedenza sultana consorte, dal 1919 al 1922, come moglie di Fu'ad I.

## Biografia

### Giovinezza

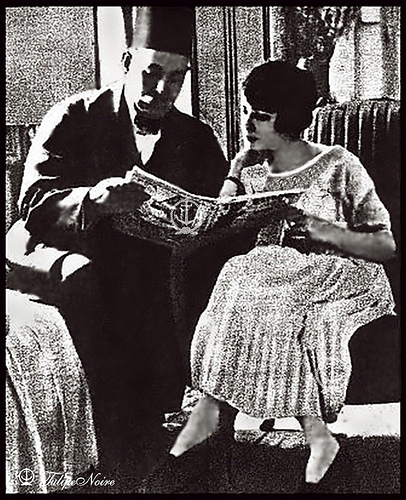
Nazli con suo padre

Nazli nacque come figlia primogenita di Abdelrehim Sabri e di Tawfika Khanum Sharif, in una famiglia di origini turche e francesi.
Studiò al Pensionnat de la Mère de Dieu al Cairo e al Collège Notre-Dame de Sion ad Alessandria e dopo la morte di sua madre venne iscritta in un collegio a Parigi con la sorella. In linea generale ricevette un alto livello d'istruzione per gli standard femminili dell'epoca e sviluppò un'idea precisa a favore del ruolo delle donne nella società. Inoltre era solita vestirsi secondo la moda francese.
Al suo ritorno in patria venne costretta dal padre a sposare un cugino turco, Khalil Sabri, nel 1918. In undici mesi il matrimonio si deteriorò, finendo con il divorzio nel 1919. Nazli si fidanzò con Saeed Zaghlul, nipote di Sa'd, ma anche questo rapporto ebbe vita breve.

### Sultana e regina d'Egitto

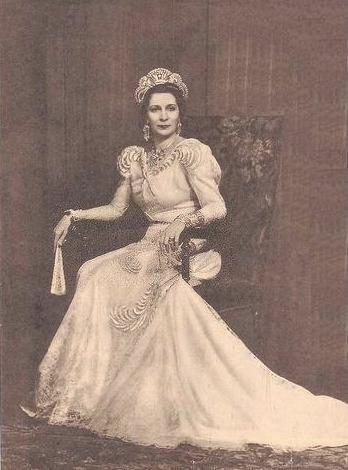
La regina Nazli in un ritratto ufficiale in occasione del suo compleanno

Incontrò per la prima volta Fu'ad I al Cairo, durante l'esecuzione di un'opera lirica. Avevano ventisei anni di differenza e il 26 maggio 1919 convolarono a nozze nel Palazzo al Bustan, nel quartiere cairota di Bab al-Louq.
Da allora iniziò ad essere esercitata su di lei una forte pressione per la generazione di un erede al trono. Fu infatti costretta a risiedere isolata in un palazzo differente da quello del marito, fino a quando non partorì il loro primo e unico figlio maschio, Fārūq. Negli anni a seguire la coppia ebbe quattro figlie.
Nonostante la maternità continuò l'emarginazione dalla vita pubblica, abitando in un harem di stile ottomano che poteva lasciare solo in determinate occasioni, quali opere liriche e spettacoli floreali. Il comportamento restrittivo del marito generò in lei un forte sentimento di frustrazione e probabilmente tentò il suicidio dopo che il re abusò fisicamente di lei.

### Regina madre d'Egitto

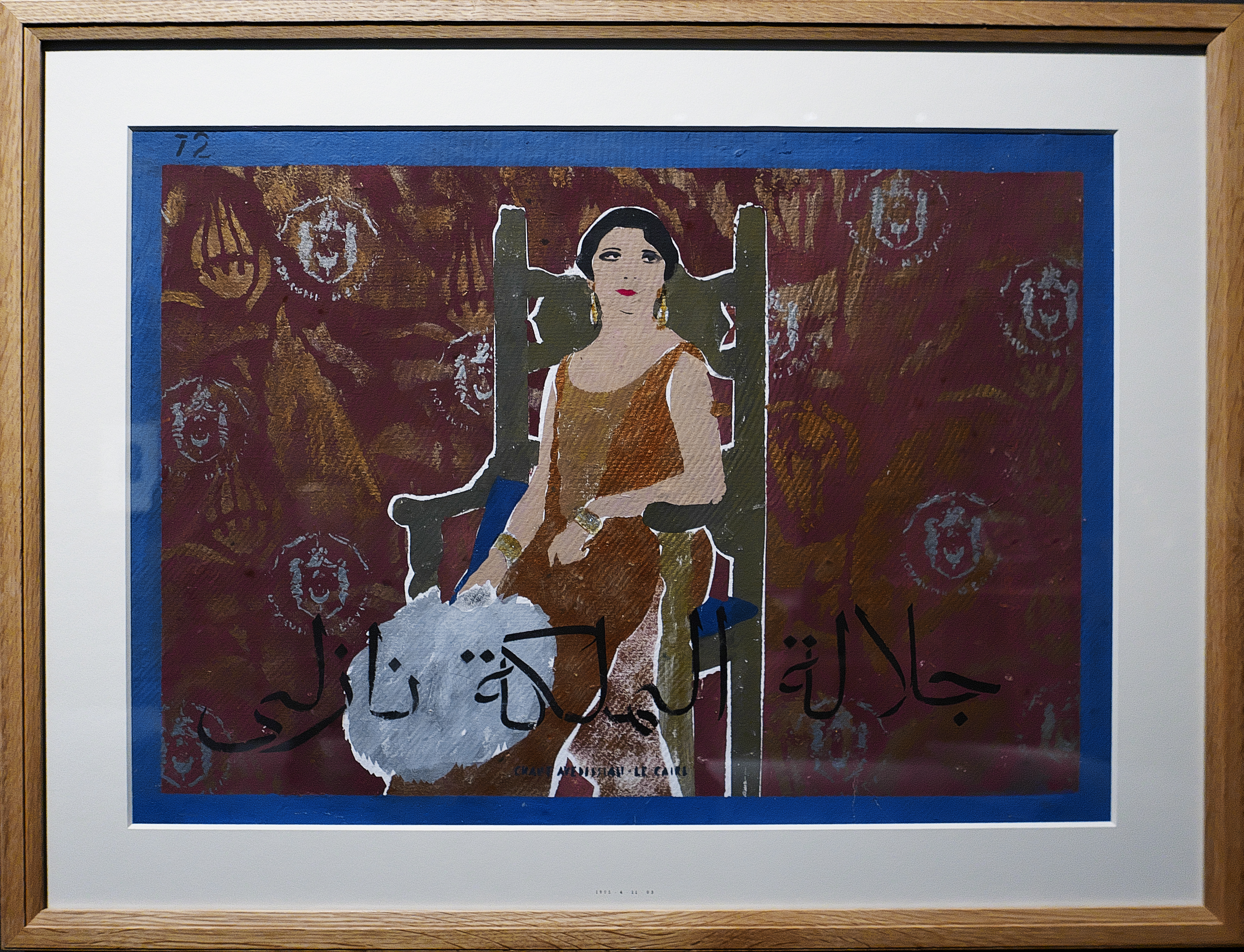
La regina Nazli in una pittura su cartone di Chant Avedissian, 1990

Rimasta vedova nel 1936, iniziò a considerarsi libera dalle limitazioni subite fino ad allora, aspirando a una maggiore emancipazione. Cominciò a interessarsi agli affari di Stato, adottando un comportamento preponderante che infastidì il figlio, con cui il rapporto si inasprì a causa della relazione della regina madre con il consigliere del re, Ahmed Hassanein, iniziata nel 1944.
Intenzionata a sposare Ahmed, il figlio vide questo nuovo rapporto come un tradimento contro il defunto padre. Il nuovo amante di Nazli morì nel 1946 in un incidente automobilistico e nel maggio 1947 decise di andar via dall'Egitto per trasferirsi in California, intenta a guarire da alcuni problemi di salute.
Il 1⁰ agosto 1950 Fārūq I le tolse il titolo di regina madre, con tutte le priorità che ne conseguivano, dopo che si battezzò nella Chiesa cattolica adottando il nome di Mary Elizabeth.

### Ultimi anni
Nazli non mise più piede in Egitto e nel 1965 prese parte al funerale del figlio a Roma.
Nel 1973 dichiarò bancarotta con la figlia Fathia e per far fronte ai debiti in costante aumento mise all'asta a Sotheby's la sua gioielleria nel 1975, vendendo anche una tiara e una collana in stile art déco commissionate nel 1938 a Van Cleef & Arpels.
Nel 1978 morì a Beverly Hills, all'età di 83 anni, dopo aver sofferto di disturbo depressivo e in difficoltà finanziarie.

## Discendenza
Nazli Sabri e Fu'ad I d'Egitto ebbero un figlio e quattro figlie: 
- Re Fārūq I (1920-1965), sposò Farida Safinaz Zulfikar nel 1938, per poi divorziare e risposarsi con Narriman Sadiq, nel 1951. Divorziò anche dalla seconda moglie e in totale ebbe quattro figli:
  - Principessa Feryal (1938-2009);
  - Principessa Fawzia (1940-2005);
  - Principessa Fadia (1943-2002);
  - Re Fuʾād II (1952).
- Principessa Fawzia (1921-2013), sposò Mohammad Reza Pahlavi nel 1939, per poi divorziare e risposarsi con Ismail Chirine nel 1949. Ebbe in totale tre figli:
  - Principessa Shahnaz (1940);
  - Nadia (1950-2009);
  - Hussein (1955-2016).
- Principessa Faiza (1923-1994), sposò Mohammad Ali Bulent nel 1945 Rauf per poi divorziare.
- Principessa Faika (1926-1983), sposò Fouad Sadek nel 1950. Ebbero quattro figli:
  - Fouad (1950);
  - Ismail (1952);
  - Fawkia (1954);
  - Fahima (1957).
- Principessa Fathia (1930-1976), sposò Riyad Ghali nel 1950 per poi divorziare. Ebbero tre figli:
  - Rafik (1952);
  - Rayed (1954);
  - Ranya (1956).

## Titoli e trattamento
- 26 maggio 1919 - 15 marzo 1922: Sua Altezza, la sultana d'Egitto
- 15 marzo 1922 - 28 aprile 1936: Sua Maestà, la regina d'Egitto
- 28 aprile 1936 - 1⁰ agosto 1950: Sua Maestà, la regina madre d'Egitto

## Ascendenza
|                       |              |                      | Genitori           |  |  | Nonni |  |  | Bisnonni |  |  | Trisnonni |  |
|                       |              |                      |                    |  |  |       |  |  | ...      |  |  | ...       |  |
|                       |              |                      |                    |  |  |       |  |  | ...      |  |  | ...       |  |
|                       |              | ...                  |                    |  |  |       |  |  | ...      |  |  |           |  |
| ...                   |              |                      |                    |  |  |       |  |  | ...      |  |  |           |  |
|                       |              | ...                  | ...                |  |  |       |  |  |          |  |  |           |  |
|                       |              | ...                  | ...                |  |  |       |  |  |          |  |  |           |  |
|                       |              | ...                  | ...                |  |  |       |  |  |          |  |  |           |  |
| Abdelrehim Sabri      |              | ...                  |                    |  |  |       |  |  |          |  |  |           |  |
|                       |              | ...                  | ...                |  |  |       |  |  |          |  |  |           |  |
|                       |              | ...                  | ...                |  |  |       |  |  |          |  |  |           |  |
|                       |              | ...                  | ...                |  |  |       |  |  |          |  |  |           |  |
| ...                   |              | ...                  |                    |  |  |       |  |  |          |  |  |           |  |
|                       |              | ...                  | ...                |  |  |       |  |  |          |  |  |           |  |
|                       |              | ...                  | ...                |  |  |       |  |  |          |  |  |           |  |
|                       |              | ...                  | ...                |  |  |       |  |  |          |  |  |           |  |
| Nazli Sabri           |              | ...                  |                    |  |  |       |  |  |          |  |  |           |  |
|                       | Ahmad Sharif | ...                  |                    |  |  |       |  |  |          |  |  |           |  |
|                       | Ahmad Sharif | ...                  |                    |  |  |       |  |  |          |  |  |           |  |
|                       | Ahmad Sharif | ...                  |                    |  |  |       |  |  |          |  |  |           |  |
| Muhammad Sharif       | Ahmad Sharif |                      |                    |  |  |       |  |  |          |  |  |           |  |
|                       |              | ...                  | ...                |  |  |       |  |  |          |  |  |           |  |
|                       |              | ...                  | ...                |  |  |       |  |  |          |  |  |           |  |
|                       |              | ...                  | ...                |  |  |       |  |  |          |  |  |           |  |
| Tawfika Khanum Sharif |              | ...                  |                    |  |  |       |  |  |          |  |  |           |  |
|                       |              | Joseph Anthelme Sève | Anthelme Sève      |  |  |       |  |  |          |  |  |           |  |
|                       |              | Joseph Anthelme Sève | Anthelme Sève      |  |  |       |  |  |          |  |  |           |  |
|                       |              | Joseph Anthelme Sève | Antoinette Juillet |  |  |       |  |  |          |  |  |           |  |
| Nazly al-Faransawi    |              | Joseph Anthelme Sève |                    |  |  |       |  |  |          |  |  |           |  |
|                       |              | Maria Myriam Hanem   | ...                |  |  |       |  |  |          |  |  |           |  |
|                       |              | Maria Myriam Hanem   | ...                |  |  |       |  |  |          |  |  |           |  |
|                       |              | Maria Myriam Hanem   | ...                |  |  |       |  |  |          |  |  |           |  |
|                       |              | Maria Myriam Hanem   |                    |  |  |       |  |  |          |  |  |           |  |